# Kupkówka
Kupkówka (Dactylis) – rodzaj roślin należący do rodziny wiechlinowatych. W zależności od ujęcia systematycznego wyróżnia się tu poza gatunkiem typowym (Dactylis glomerata) kilka drobnych gatunków, jeszcze jeden gatunek, ewentualnie uznaje się ten rodzaj za monotypowy z jednym bardzo zmiennym gatunkiem typowym. Rośliny te występują w Eurazji i północnej Afryce, jako introdukowane także na wszystkich innych kontynentach (poza Antarktydą). Do flory Polski zaliczana jest kupkówka pospolita D. glomerata oraz kupkówka Aschersona D. polygama, w bazach taksonomicznych uznawana za podgatunek tej pierwszej (D. glomerata subsp. lobata).

## Systematyka
Synonimy taksonomiczne
Amaxitis Adanson, Trachypoa Bubani
Pozycja systematyczna
Rodzaj należący do rodziny wiechlinowatych (Poaceae). W obrębie rodziny należy do podrodziny wiechlinowych (Pooideae), plemienia Poeae, podplemienia Dactylidinae.
Wykaz gatunków
- Dactylis glomerata L. – kupkówka pospolita
- Dactylis smithii Link